# Instans (datorspel)
För andra betydelser, se Instans.
Instans (eng. Instance) är inom MMORPG-spel en kopia av ett område där bara en grupp spelare har tillträde. Om en annan grupp spelare tar sig till området genereras en ny kopia för dessa. Systemet med instanser kan syfta till minska belastningen på servrarna, förhindra konkurrens mellan spelarna samt ge spelarna en trevligare spelupplevelse genom att anpassa motståndet till den spelargrupp som för tillfället befinner sig i instansen. I ett typiskt MMORPG-spel som World of Warcraft kan en instans vara en grotta eller en borg där en grupp spelare tillsammans går in för att besegra NPCs och till slut även bossar, som ger spelaren erfarenhetspoäng och föremål. De flesta MMORPG-spel har instanser, men rymdspelet EVE Online är känt just för sin avsaknad av dessa.